# بوتار (حومة بم)
بوتار (بالفارسية: پوطار) هي مستوطنة تقع في إيران في منطقة مركزية ريفية. يقدر عدد سكانها بـ 33 نسمة .